# Катастрофа Ту-134 в Либревиле
Катастрофа Ту-134 в Либревиле — авиационная катастрофа, произошедшая в субботу 2 апреля 1977 года в районе аэропорта Либревиль (Габон) с Ту-134А-1 авиакомпании Aviogenex, при этом погибли 8 человек.

## Самолёт
Ту-134А-1 с заводским номером 6348370 и серийным 35-01 был выпущен Харьковским авиационным заводом в 1976 году и продан югославской авиакомпании Aviogenex, где получил бортовой номер YU-AJS. На нём были установлены два турбовентиляторных двигателя Д-30-II. Точная дата начала эксплуатации самолёта неизвестна, хотя известна дата его первого полёта в аэропорт Манчестер — 1 мая 1976 года (рейс JJ105).

## Катастрофа
Самолёт выполнял грузовой рейс из Франкфурта-на-Майне (ФРГ) в Либревиль (Габон), в ходе которого перевозил мясные продукты. На его борту находились 8 человек: основной экипаж и два сменных. Заход на посадку в Либревиль выполнялся в ясную погоду при хорошей видимости. Ранее в данном аэропорту приземлился самолёт Boeing 707. Но затем экипаж «Боинга» по ошибке съехал с взлётно-посадочной полосы не на рулёжную дорожку, а в боковой капонир, оставшийся со времён Второй мировой войны, когда в нём укрывали боевые самолёты. Когда пилоты поняли свою ошибку, то развернуться они уже не могли. Тогда было принято решение, используя реверсы двигателей, которые могут создать необходимую обратную тягу, вернуться на взлётно-посадочную полосу, двигаясь при этом хвостом вперёд, чтобы затем проследовать на требуемую рулёжку.
Ту-134 заходил на посадку, когда его экипаж увидел на взлётно-посадочной полосе движущийся задом наперёд Boeing 707. Авиадиспетчер не предупредил их о такой ситуации, также не было никаких предупредительных сигналов о занятой полосе. В сложившейся ситуации экипаж югославского самолёта принял решение уходить на второй круг.
Выполняя повторный заход на посадку, лайнер неожиданно попал в тропический ливневый дождь, что привело к резкому падению видимости. Недостаточная видимость в сочетании с вероятной усталостью экипажа, вызванной длительным полётом, и напряжённостью, которой способствовал повторный заход на посадку в условиях молчания со стороны диспетчера, привели к тому, что рука пилота начала непроизвольно покачиваться. Это покачивание из-за недостаточной видимости не было замечено экипажем, но оно привело к тому, что самолёт стал делать «змейку» со снижением. В результате следующий вдоль линии захода на посадку авиалайнер зацепил краем плоскости баобаб высотой 60 метров, который был обозначен на схеме аэропорта Либревиль. Потеряв управление, самолёт врезался в землю и полностью разрушился. Все 8 человек на его борту погибли.